# Manwë
Manwë Súlimo (del Valarin Mânawenûz) és un personatge fictici de l'univers de J.R.R. Tolkien, la Terra Mitjana. És un Ainu, el rei dels Vàlar, marit de Varda Elentári, germà del Senyor Fosc Melkor (Morgoth), i Rei d'Arda. Viu al capdamunt del Mont Taniquetil, la muntanya més alta del món. És el més gran en autoritat, tot i que no en poder, dels Vàlar.
Manwë vesteix robes blaves i té els ulls blaus. Porta un ceptre de safir fet per a ell pels Ñóldor. Els Vànyar són els seus elfs preferits, i viuen amb ell i Varda al Mont Taniquetil
Manwë significa 'El Beneït'. Súlimo significa 'El Senyor dels Vents'. Els seus títols inclouen 'El Vell Rei', 'El Rei d'Arda', 'Senyor del Respir d'Arda', i 'Senyor de l'Oest'.
Manwë és, juntament amb Mélkor, el més vell dels Ainur, i el que més bé compren la voluntat d'Eru. Quan Mélkor va sembrar la discòrdia en la Música dels Ainur, Manwë va acabar portant el pes de la simfonia. Quan Arda va ser creada, Manwë va ser-ne designat el governador, motiu pel qual el seu títol més comú és "El Vell Rei". Manwë era un regent bo, compassiu, sense desitjar el poder per ell mateix. Però no comprenia el mal, ni el va reconèixer en el seu germà. Va alliberar Mélkor de Mandos, permetent-li de manipular a Fëanor, enverinar els Dos Arbres, assassinar Finwë, robar els Silmarils i causar la revolta dels Ñóldor. Per escalfar els Eldar, va fer que Aulë fabriqué els Sol i la Lluna, ja que sabia que el despertar dels Atani era proper, i va enviar Thorondor i les Àguiles a vigilar-los. Després de la caiguda de Morgoth, Manwë el va exiliar al buit. A la Batalla Final, quan Mélkor en fugi, es diu que el Vell Rei i el Senyor Fosc lluitaran a les planes de Vàlinor.